# Hakalanmäki
Hakalanmäki är en kulle i Finland. Den ligger i Hyvinge i landskapet Nyland, i den södra delen av landet, 50 km norr om huvudstaden Helsingfors. Toppen på Hakalanmäki är 111 meter över havet.
Terrängen runt Hakalanmäki är platt. Runt Hakalanmäki är det ganska tätbefolkat, med 139 invånare per kvadratkilometer. Närmaste större samhälle är Hyvinge, 1,4 km norr om Hakalanmäki. I omgivningarna runt Hakalanmäki växer i huvudsak blandskog.